# Kinshasa

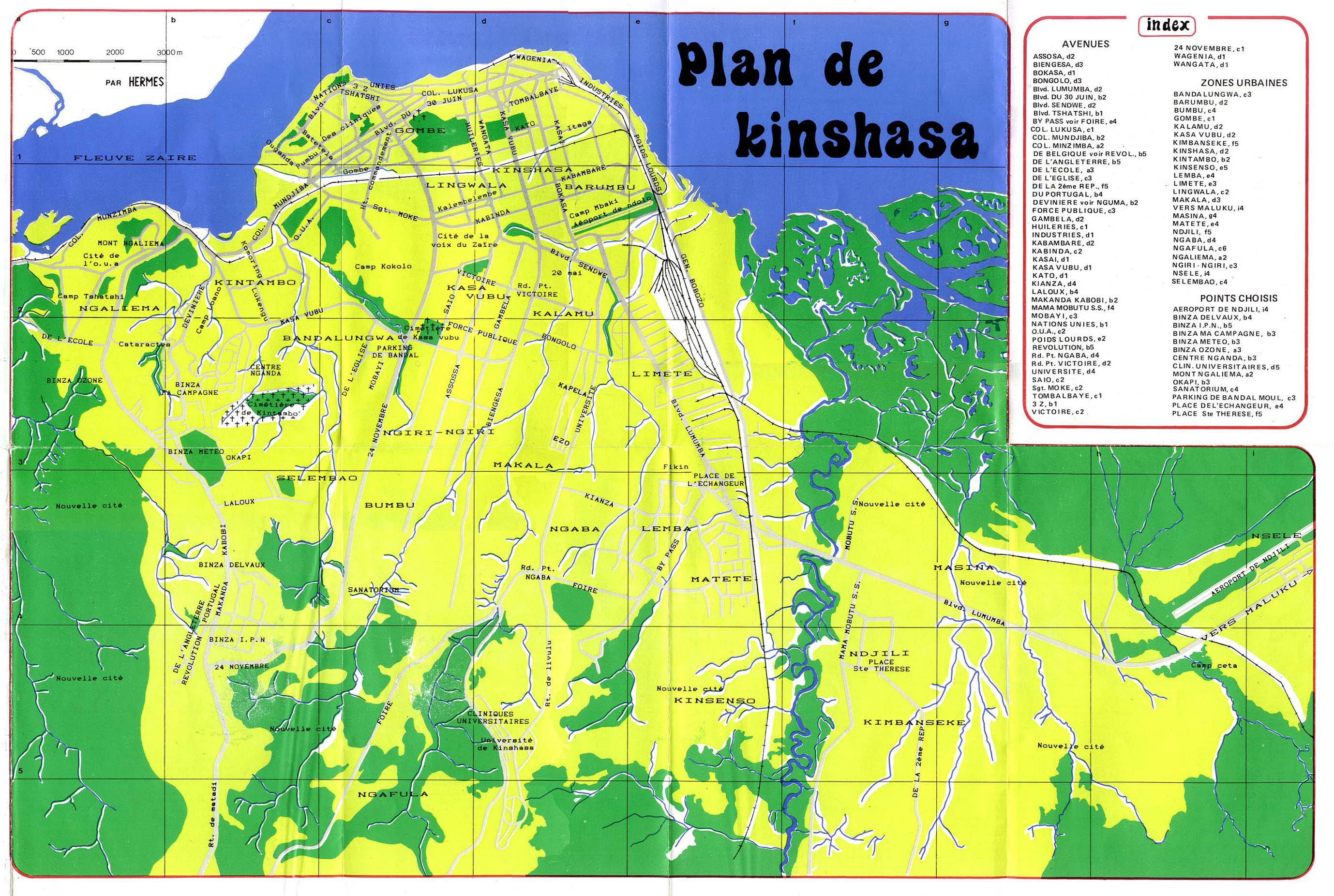
Kinshasa, Kongo, 2001

Kinshasa [kɪnˈʃaːza, französisch kinʃaˈsa] (bis 3. Mai 1966 französisch Léopoldville – Kurzform Léoville, niederländisch Leopoldstad) ist die Hauptstadt der Demokratischen Republik Kongo.
Die Stadt ist mit mehr als 16 Millionen Einwohnern (2023) noch vor Lagos die größte Stadt in Afrika und die größte frankophone Stadt der Welt. Die Metropolregion Kinshasa ist mit 17 Millionen Einwohnern die drittgrößte Metropolregion Afrikas. Obwohl die Demokratische Republik Kongo das flächenmäßig zweitgrößte Land Afrikas ist, leben ca. 20 Prozent der Bevölkerung auf 0,5 Prozent der Fläche des Landes.
Der Hauptstadtdistrikt der Neutralen Stadt (französisch Ville neutre) hat den Status einer Provinz und wird von einem Gouverneur regiert, der vom Präsidenten ernannt wird. Kinshasa ist das politische, wirtschaftliche und kulturelle Zentrum des Landes. Die Stadt ist Sitz der kongolesischen Regierung, des Parlaments, aller staatlichen Zentralbehörden sowie zahlreicher diplomatischer Vertretungen.
Kinshasa ist der bedeutendste Verkehrsknotenpunkt des Landes mit dem internationalen Flughafen Ndjili und besitzt zahlreiche Universitäten, Hochschulen und Museen.

## Geographie

### Geographische Lage
Kinshasa liegt am Pool Malebo am Kongo gegenüber von Brazzaville, der Hauptstadt der Republik Kongo, 350 Meter über dem Meeresspiegel.
Vor dem Durchbruch durch die Niederguineaschwelle staut sich der wasserreiche Kongo zu einem See, dem Pool Malebo, auf, der etwa 30 Kilometer lang, 21 Kilometer breit und maximal 16 Meter tief ist.
Der Kongo ist erst nördlich des Pool Malebo schiffbar.
Das Verwaltungsgebiet der Hauptstadt hat eine Fläche von 9.965 Quadratkilometern. Davon hat allein die im Osten gelegene ländlich geprägte Kommune Maluku mit 7.948,8 Quadratkilometern einen Anteil von rund 80 Prozent.

### Stadtgliederung
Kinshasa gliedert sich in 24 Gemeinden (communes):
- Bandalungwa
- Barumbu
- Bumbu
- Gombe
- Kalamu
- Kasa-Vubu
- Kimbanseke
- Kinshasa
- Kintambo
- Kisenso
- Lemba
- Limete
- Lingwala
- Makala
- Maluku
- Masina
- Matete
- Mont Ngafula
- Ndjili
- Ngaba
- Ngaliema
- Ngiri-Ngiri
- Nsele
- Selembao

### Klima

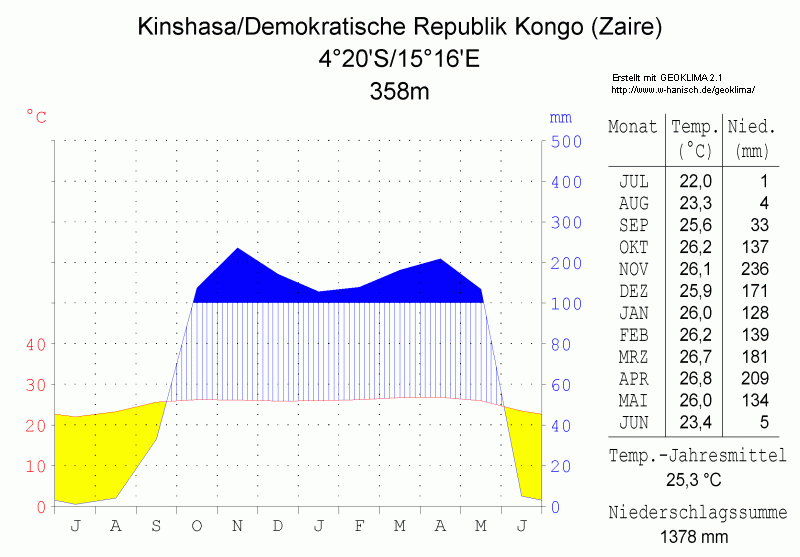
Klimadiagramm von Kinshasa

Die Stadt befindet sich in der tropischen Klimazone. Die Jahresdurchschnittstemperatur beträgt 25,3 Grad Celsius, der Jahresniederschlag 1.378 Millimeter.
Die durchschnittlichen Temperaturen liegen das ganze Jahr über zwischen 22 und 26,8 Grad. Die wärmsten Monate sind März und April mit durchschnittlich 26,7 bis 26,8 Grad Celsius, der kälteste der Juli mit 22,0 Grad Celsius im Mittel.
Hauptregenzeit ist zwischen Oktober und Mai. Der meiste Niederschlag fällt im November mit durchschnittlich 236 Millimetern, der wenigste von Juni bis August mit ein bis fünf Millimeter im Mittel.

## Geschichte

### Historischer Überblick
Der Ort wurde am 3. Dezember 1881 von Henry Morton Stanley als Handelsposten gegründet und zu Ehren des damaligen belgischen Königs Leopold II. Léopoldville genannt. Anfang 1882 ernannte Stanley Charles-Marie de Braconnier zum ersten Kommandanten des Postens und beauftragte ihn mit dem weiteren Ausbau als Kolonialstation. Um sich vor der einheimischen Bevölkerung und insbesondere vor dem Häuptling Ngalièma zu schützen, ließ Braconnier zunächst ein Blockhaus errichten, um das weitere Gebäude errichtet wurden. Rund um den Posten wurden Gärten und Äcker zur Versorgung der Station angelegt. 1885 bis 1908 war das Kongobecken mitsamt seinem Hinterland Leopolds Privateigentum und Schauplatz der berüchtigten Kongogräuel. 1898 wurde die Eisenbahn zur Küstenstadt Matadi fertiggestellt. Nach der Verlegung der Hauptstadt des Belgisch-Kongo von Boma nach Léopoldville im Jahre 1923  erlebte die Stadt ein rasches Wachstum.
Léopoldville hatte Mitte der 1930er Jahre etwa 40.000 Einwohner, davon ungefähr 2.500 Europäer. 1945 wurde die Einwohnerzahl auf 100.000 geschätzt. Bis Anfang der 1950er Jahre stieg die Zahl auf 250.000, davon 15.000 Europäer, an, zudem erhielt die Stadt eine Hochschule. Administrativ war die Universität Lovanium an die Katholische Universität Löwen angegliedert.
Vor der Unabhängigkeit bestand Léopoldville aus einer Europäerstadt und einer Afrikanerstadt (Quartier Indigène), wobei die Bewohner des einen Teils den anderen nach 21 Uhr abends nicht ohne Sonderausweis betreten durften. Um 1950 erhielt die Stadt das mit 70.000 Plätzen größte Stadion des Kongo.
Gemäß einer kanadischen Studie wurden die ersten Blutproben, in denen HIV nachgewiesen wurde, 1959 in Léopoldville und Brazzaville entnommen.
1960 war Léopoldville mit etwa 400.000 Einwohnern die größte Stadt Zentralafrikas. Mit der Unabhängigkeit wurde es Hauptstadt der unabhängigen Demokratischen Republik Kongo. Nach der Machtergreifung 1965 von Mobutu Sese Seko wurde Léopoldville 1966 umbenannt nach dem Namen eines ehemaligen Dorfes Kinshasa, das im Stadtgebiet lag.
Im September 1996 begann, verstärkt unter anderem durch Flüchtlingsströme aus Ruanda und Burundi, im Osten des Landes eine Rebellion unter Führung von Laurent-Désiré Kabila, die militärisch von Ruanda und Uganda unterstützt wurde. Obwohl er lange nicht ernst genommen wurde, gelang Kabila am 16. Mai 1997 der Sturz des alten, schwer kranken und international mittlerweile isolierten Mobutu, er zog mit seinen Truppen in Kinshasa ein und erklärte sich am 29. Mai 1997 zum neuen Präsidenten.
Am Morgen des 30. Dezember 2013 verübten mit Messern bewaffnete Anhänger des evangelikalen Predigers und Milizenführers Mutombo Angriffe auf staatliche Fernsehstudios, den Flughafen Ndjili und die Tshatshi-Militärbasis. Dabei starben ein Oberst der Armee und 54 der Angreifer. Bei Überschwemmungen im Dezember 2022 starben etwa 170 Menschen.

### Einwohnerentwicklung
Die folgende Übersicht zeigt die amtlichen Einwohnerzahlen nach dem jeweiligen Gebietsstand, jeweils bezogen auf das verwaltungsmäßige Stadtgebiet. Wie in vielen anderen Metropolen bilden sich auch in Kinshasa vermehrt große Vororte und Satellitenstädte heraus, in denen das Hauptbevölkerungswachstum stattfindet. Die Stadt hatte 2012 über 9,4 Millionen Einwohner, die Agglomeration Kinshasa-Brazzaville 10,3 Millionen (2010). Verkehrs- und Handelssprache der Bevölkerung ist Lingala.
Kinshasa gehört zu den am schnellsten wachsenden Großstädten der Welt. Für 2050 wird mit einer Bevölkerung von 35 Millionen Menschen gerechnet. Laut derselben Prognose wäre Kinshasa 2075 mit über 58 Millionen Einwohnern die größte Stadt der Welt.
| Jahr | Einwohner | Jahr | Einwohner  |
| ---- | --------- | ---- | ---------- |
| 1920 | 1.600     | 1974 | 1.990.700  |
| 1936 | 40.300    | 1976 | 2.443.900  |
| 1938 | 35.900    | 1984 | 2.664.309  |
| 1939 | 42.000    | 1991 | 3.804.000  |
| 1947 | 126.100   | 1994 | 4.655.313  |
| 1957 | 299.800   | 2003 | 6.786.000  |
| 1959 | 402.500   | 2005 | 7.787.832  |
| 1967 | 901.520   | 2010 | 8.900.721  |
| 1968 | 1.052.500 | 2015 | 11.575.000 |
| 1970 | 1.323.039 | 2020 | 14.565.700 |

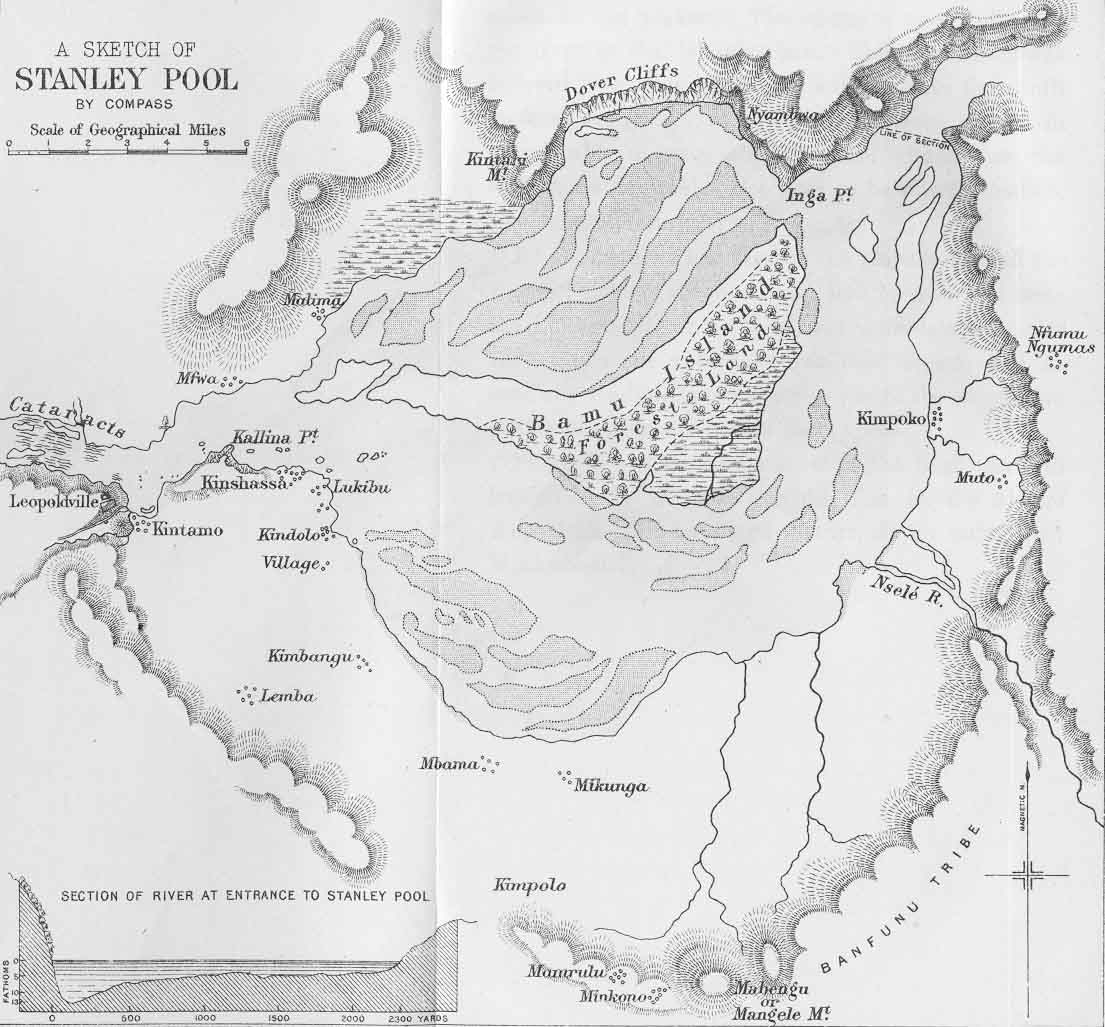
Léopoldville am Pool Malebo (früher Stanley Pool) im 19. Jahrhundert
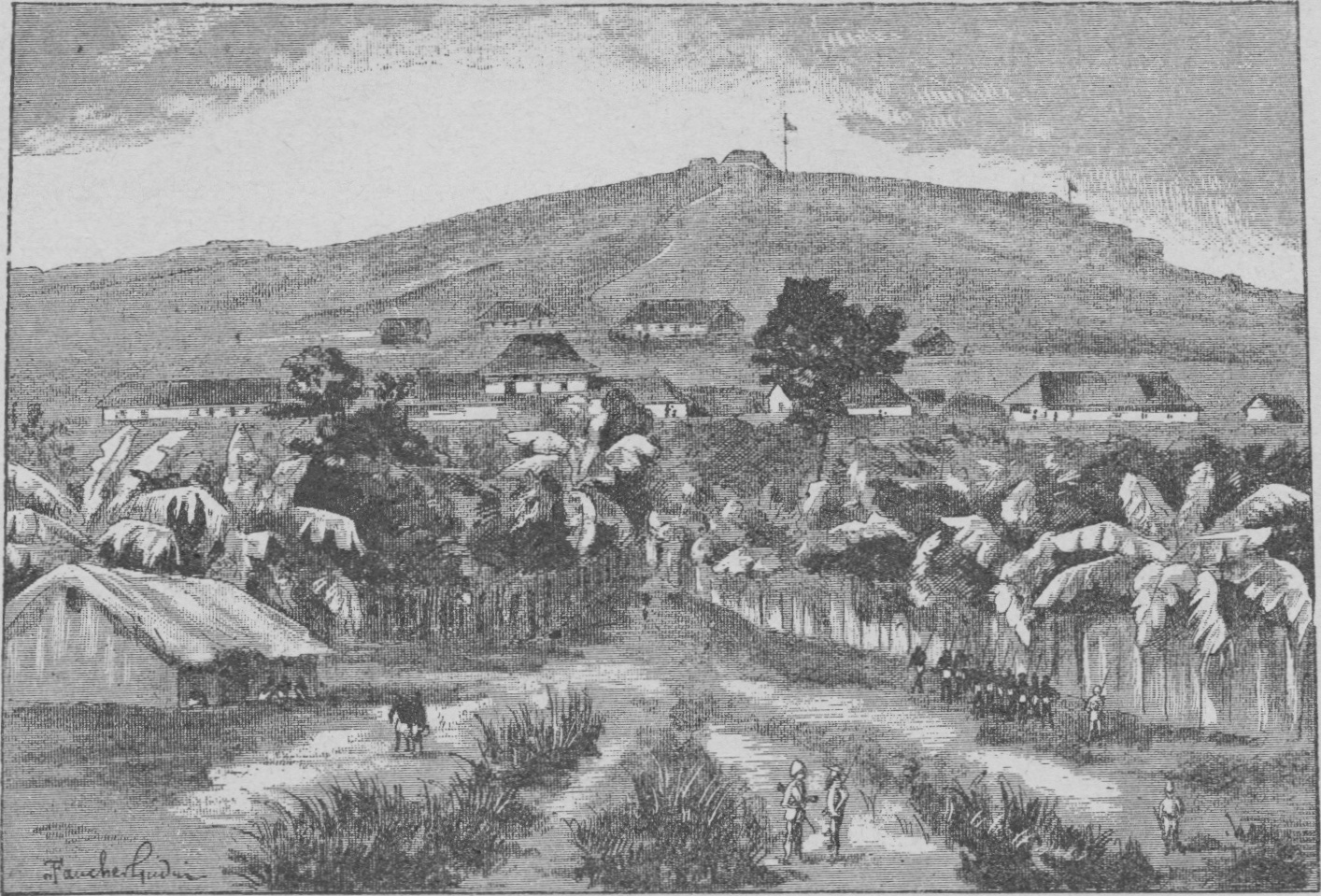
Léopoldville kurz nach der Gründung (1885)
Postkarte 1960 (damals Belgisch-Kongo)

### Überschwemmungen
In Kinshasa kommt es während der von Oktober bis Mai dauernden Regenzeit häufig zu Überschwemmungen. Im Jahr 2025 fielen in Kinshasa ab 4. April wie bereits Ende März hohe Niederschlagsmengen. In der Folge trat der durch die Stadt verlaufende Ndjili, ein Zufluss des Kongo, über die Ufer. Bei der Flutkatastrophe starben mindestens 165 Menschen. Etwa 26 Bezirke und damit ein großer Teil Kinshasas war durch Überflutung von Infrastruktur betroffen, vor allem jedoch die ärmeren Bezirke im Außenbereich der Stadt.

## Kultur und Sehenswürdigkeiten

### Museen
Im Nationalmuseum der Hauptstadt (Musee National de Kinshasa) sind Werke traditioneller kongolesischer Kunst zu sehen. Seit 2019 besteht das mit südkoreanischer Unterstützung errichtete Nationalmuseum der Demokratischen Republik Kongo. Die Museen der Universität (Musée de l’Université de Kinshasa) beherbergen prähistorische und völkerkundliche Ausstellungen. Die Gebäude der Universität befinden sich in einer rechteckigen Anlage nahe einem Hang, auf dem eine Kapelle steht. Zwischen den Hügeln liegt der See Ma Valée, der von tropischem Regenwald umgeben ist.

### Kunst
Zentrum der Kunst in Kinshasa ist die Académie des Beaux-Arts de Kinshasa, die einzige Kunstakademie auf universitärer Ebene in Zentralafrika. Auf dem Gelände der Akademie sind zahlreiche Skulpturen ausgestellt. Die bekannten Künstler des Landes wie Lema Kusa, Alfred Liyolo, Rogers Botembe, Henri Kalama Akulez unterrichten hier. Tieferen Einblick in deren Arbeit gewinnt man beim Besuch ihrer privaten Studios. Weitere bekannte Künstler in Kinshasa sind Nshole, Mavinga, Freddy Tsimba, Claudy Khan.

### Musik
- siehe Musik in der Demokratischen Republik Kongo

### Bauwerke

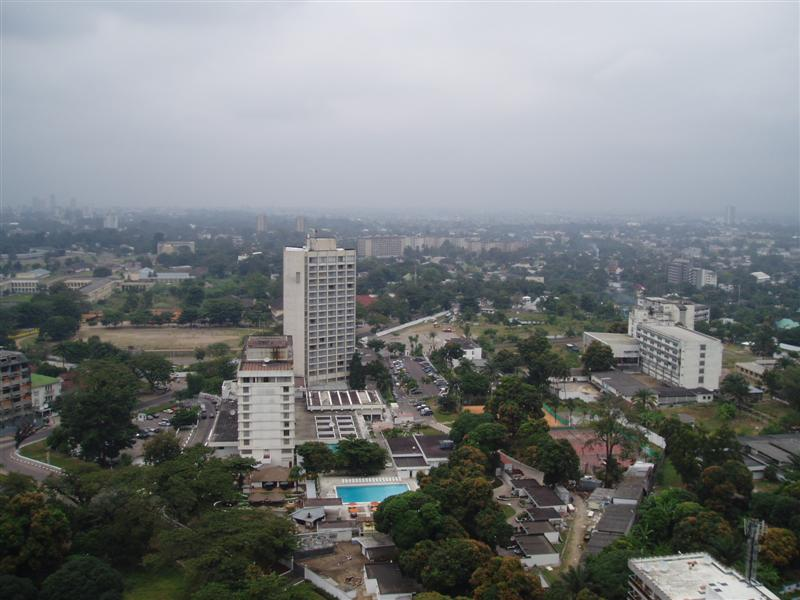
Gombe

Die Cité de l’OUA beherbergt die Ministerien der Regierung der Demokratischen Republik Kongo. Das Diplomatenviertel liegt im Stadtteil Gombe. In der Zone de Matonge findet mit zahlreichen Restaurants und Bars das Nachtleben der Hauptstadt statt.
Sehenswert sind unter anderem das Gebäude der Societé Zairois de Commercialization (SOZACOM), das Hochhaus Hotel Memling, der Zentrale Markt und die Académie des Beaux-Arts. Erwähnenswert sind auch der Fischereihafen Kinkole und die Pagoden in den Gärten des Präsidentenpalastes in Nsele. Zu den historischen Bauwerken zählen das 1891 errichtete Gebäude der American Baptist Missionary Society und die 1914 fertiggestellte römisch-katholische Kathedrale.
Eine der wichtigsten Hauptstraßen ist der Boulevard du 30 Juin, benannt nach dem Tag der Unabhängigkeit des Landes am 30. Juni 1960. Dort befinden sich zahlreiche politische und wirtschaftliche Institutionen. Die fünf Kilometer lange Straße verbindet den Stadtteil Gombe im Süden mit Kintambo und der Baie de Ngaliema im Westen. Das 1967 auf Befehl des damaligen Präsidenten Mobutu Sese Seko demontierte sechs Meter hohe Reiterstandbild Leopolds II. befindet sich im Museum am Mont Ngaliema unterhalb des Verteidigungsministeriums.
Der Turm von Limete ist ein 210 Meter hoher unvollendeter Fernsehturm im Stadtbezirk Limete.

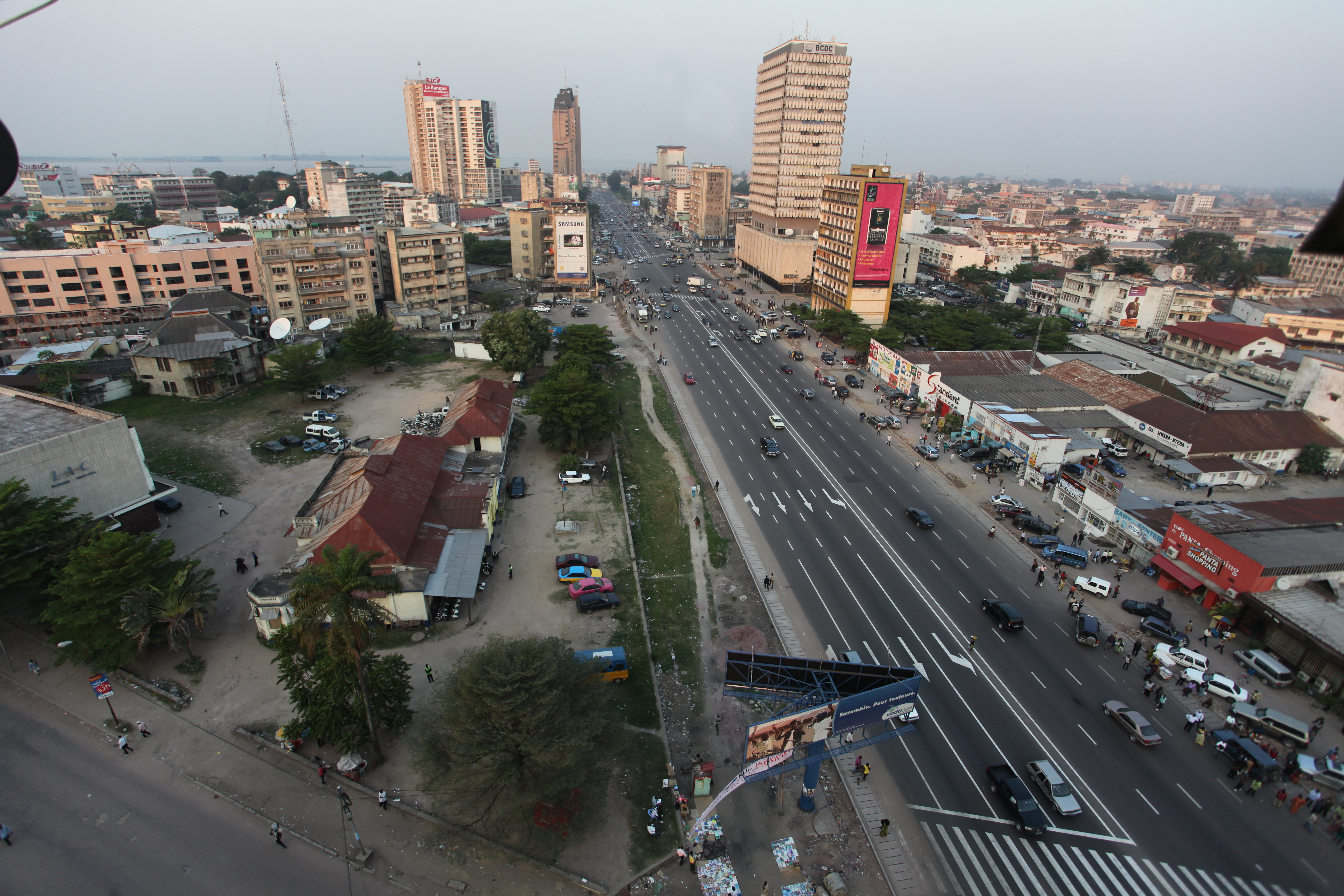
Zentrale Verkehrsachse Boulevard du 30 juin (Mai 2010)
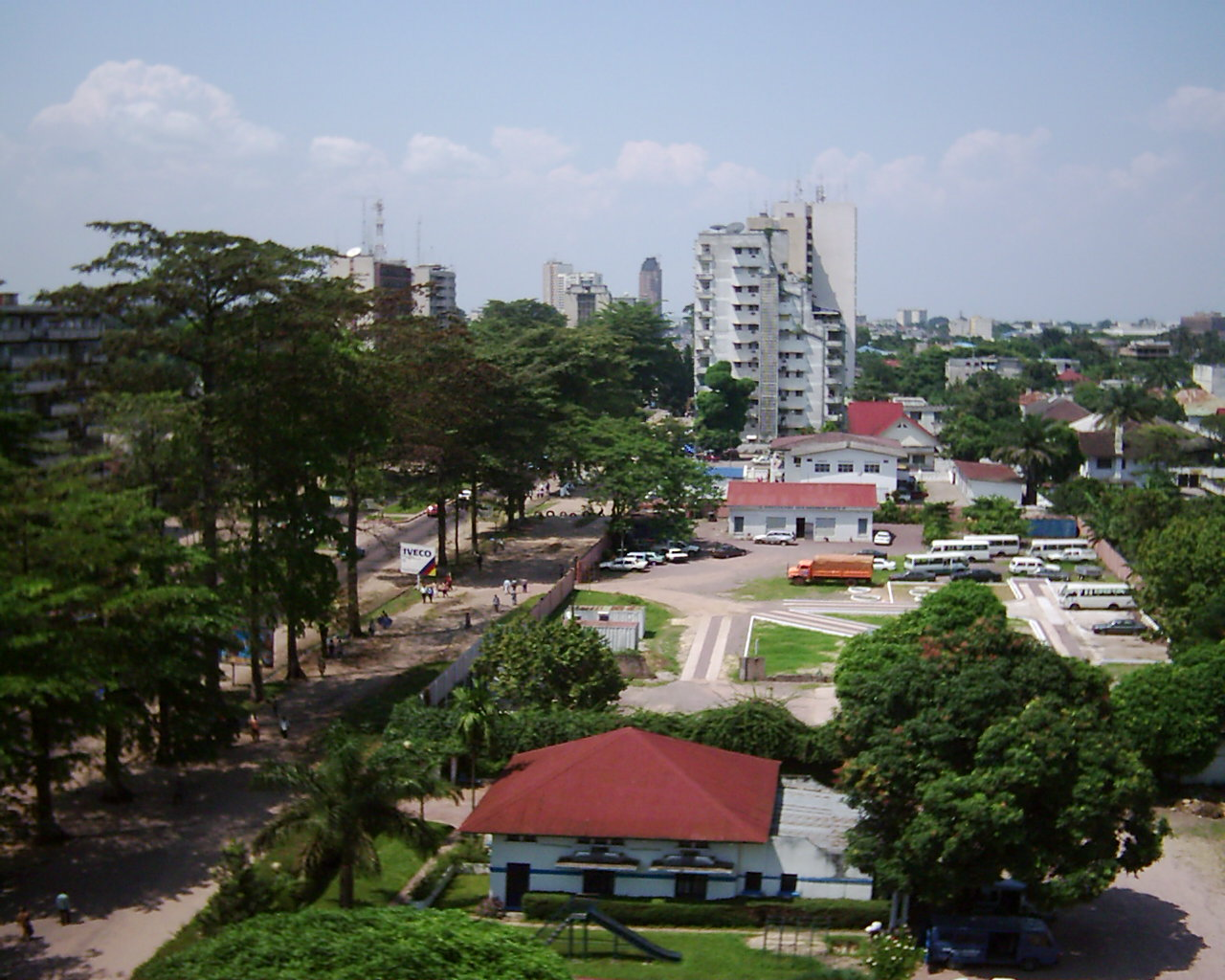
Boulevard du 30 juin (Dezember 2005)
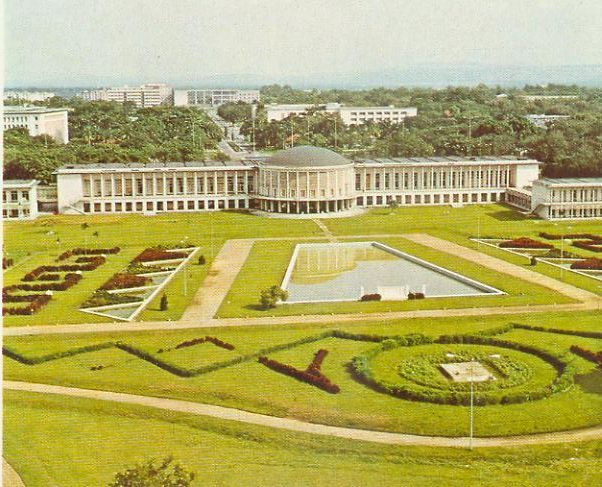
Präsidialgebäude, Palais de la Nation
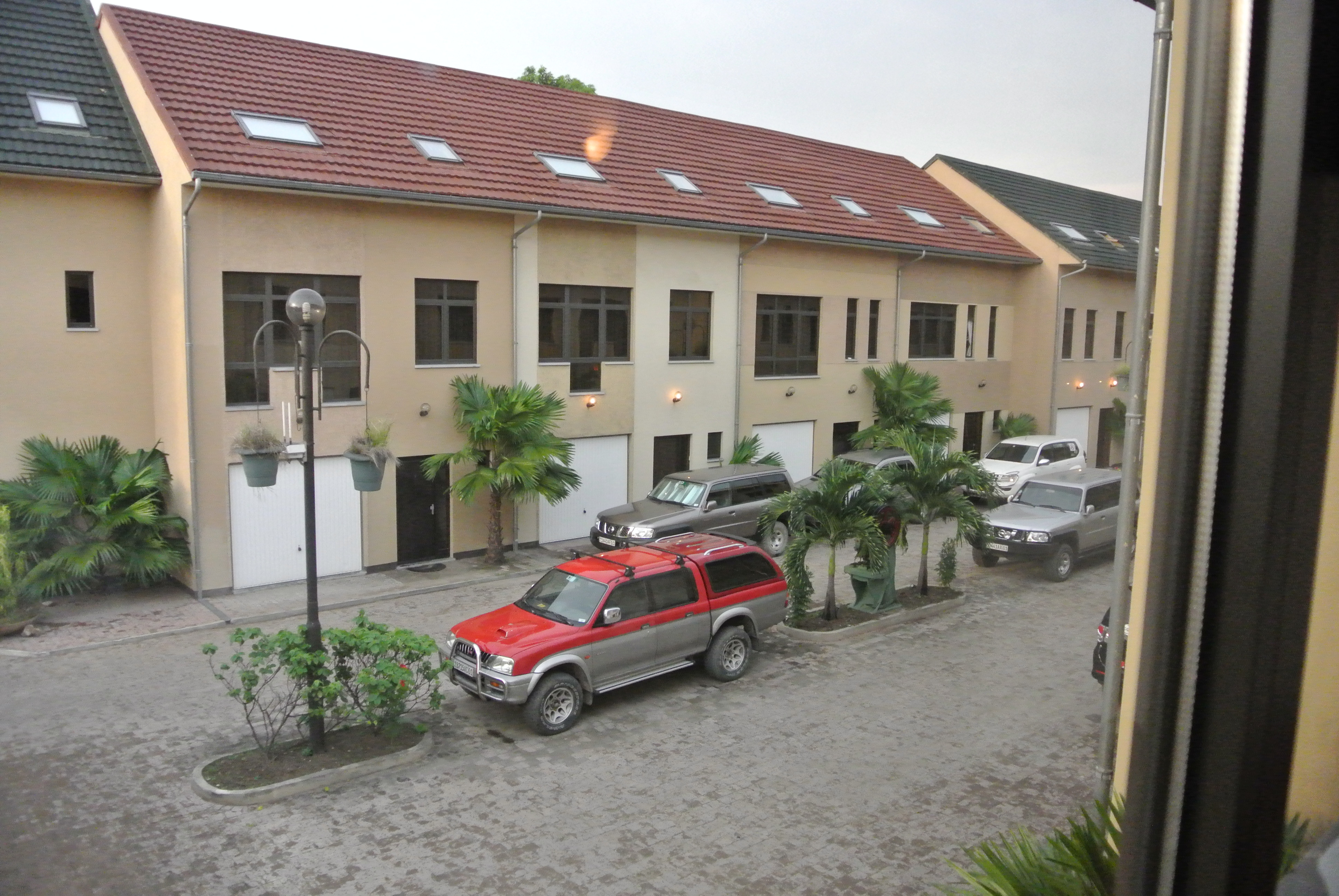
Gehobenes Wohnviertel in Kinshasa (2013)

### Sport

Das Nationalstadion Stade des Martyrs

In der Hauptstadt liegt das Nationalstadion Stade des Martyrs mit einem Fassungsvermögen von 80.000 Zuschauern. Bei besonderen Spielen (z. B. Derbys) kommen teilweise bis zu 100.000 Zuschauer in das 2008 renovierte Stadion. Es ist Spielstätte des zwölfmaligen kongolesischen Fußballmeisters DC Motema Pembe und des elfmaligen Meisters AS Vita Club. Das Stade du 24 septembre mit einer Kapazität von 24.000 Plätzen ist Heimstätte des dreimaligen Gewinners der kongolesischen Fußballmeisterschaft AS Dragons.
Das Stade des Martyrs wurde 1994 mit chinesischer Unterstützung errichtet und ersetzte das alte etwa einen Kilometer entfernte Stade Tata Raphaël, in dem 1974 der als Rumble in the Jungle bekannt gewordene Kampf von Muhammad Ali und George Foreman stattfand, als Nationalstadion der DR Kongo. Der „Kampf im Dschungel“ war ein historischer Boxkampf, der am 30. Oktober 1974 stattfand. Er wurde organisiert vom Box-Promoter Don King und – zusammen mit dem Rahmenprogramm (ein Großkonzert, bei dem unter anderem Miriam Makeba, James Brown, B. B. King, The Spinners und The Crusaders auftraten) – größtenteils von Diktator Joseph-Désiré Mobutu als Werbemaßnahme für sein Land und ganz Afrika finanziert. Die gesamte Veranstaltung war für das Selbstwertgefühl der indigenen Bevölkerung Afrikas von ungeheurer Bedeutung, da andere Großereignisse, wie Olympische Spiele oder eine Fußball-WM, auf diesem Kontinent bis zur WM 2010 in Südafrika nicht stattgefunden hatten.
Einer der im Ausland bekanntesten kongolesischen Sportler ist der in Kinshasa geborene Claude Makélélé. Er wurde französischer und spanischer Fußballmeister und gewann 2002 mit Real Madrid die Champions League. 2005 und 2006 kam mit dem FC Chelsea die englische Meisterschaft hinzu.
Zu den besten Verteidigern der US-Basketball-Liga National Basketball Association gehörte der in Kinshasa geborene Dikembe Mutombo. Er gewann viermal den NBA Defensive Player of the Year Award. Mutombo begann seine Laufbahn beim Basketballklub BC Onatra in Kinshasa.
Vom 28. Juli bis 6. August 2023 war Kinshasa Austragungsort der IX. Spiele der Frankophonie.

## Wirtschaft und Infrastruktur

### Wirtschaft
Die Industrie der Hauptstadt hat sich vor allem um die Verarbeitung der vorhandenen Bodenschätze entwickelt. Bedeutend sind auch noch die Ölraffinerien sowie die Herstellung von Zement und Schwefelsäure. Wichtige Erzeugnisse sind Baustoffe, Papier, Reifen, Schuhe, Textilien, Zigaretten, Nahrungsmittel und Bier.
Der gesamte Bereich wurde durch den wirtschaftlichen Niedergang und vor allem die hohe Inflation seit 1990 schwer geschädigt. Verbreitet sind Misswirtschaft und Korruption. Es herrscht großer Devisenmangel, der den Import von Rohstoffen und Ersatzteilen verhindert.
In einer Rangliste der Städte nach ihrer Lebensqualität belegte Kinshasa im Jahre 2018 den 223. Platz unter 231 untersuchten Städten weltweit.

### Verkehr
Der internationale Flughafen der Stadt ist der Flughafen Ndjili. Er ist Sitz der drei größten Fluggesellschaften des Landes, der flyCongo, der Compagnie Africaine d’Aviation und der Wimbi Dira Airways. 2004 wurden auf dem Flughafen 516.345 Passagiere abgefertigt. Die Landebahn befindet sich in sehr mäßigem Zustand. Auf dem Gelände stehen Flugzeugwracks. Ein Teil des Flughafens ist an die UNO vermietet.

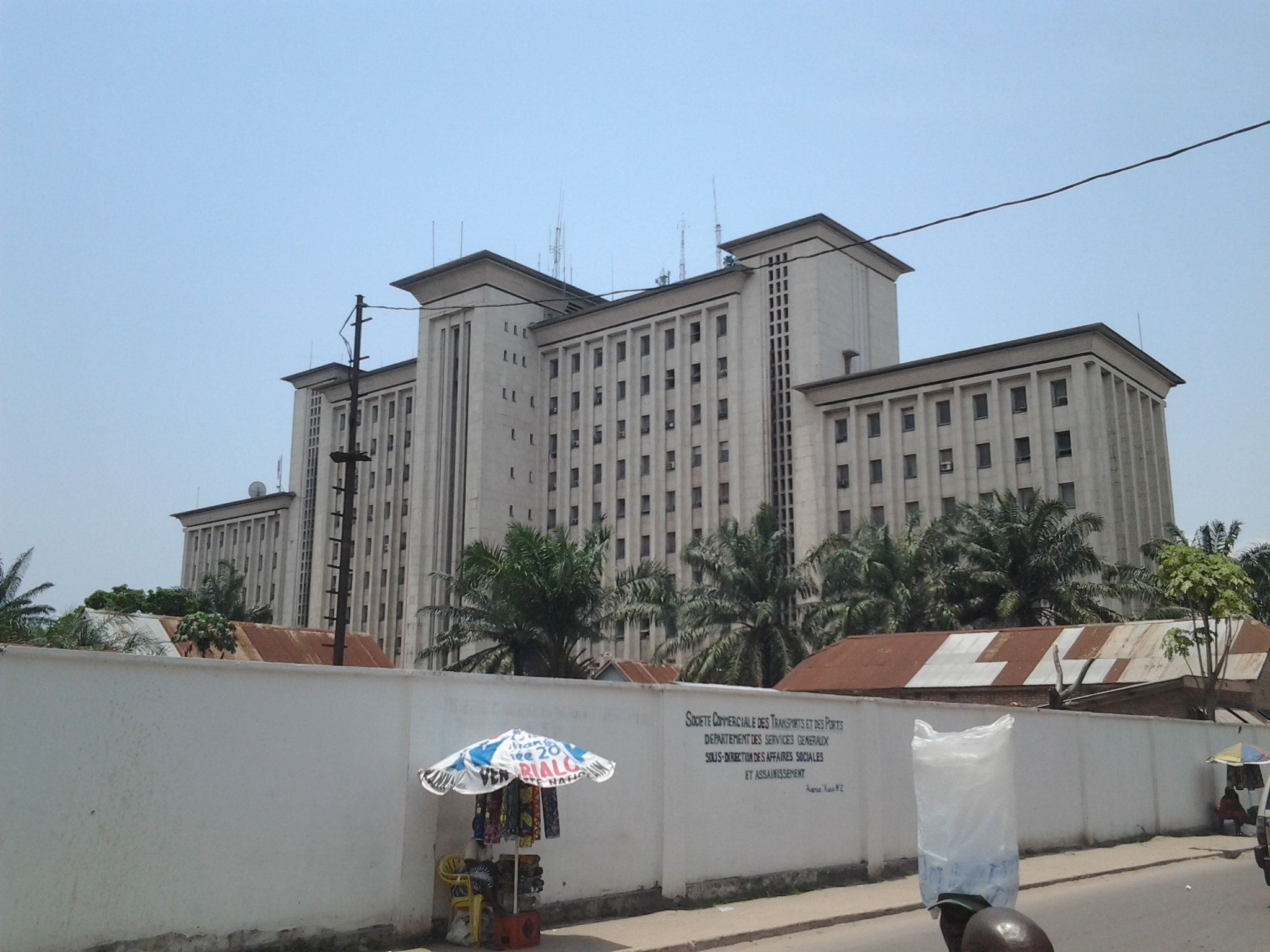
Verkehrsministerium

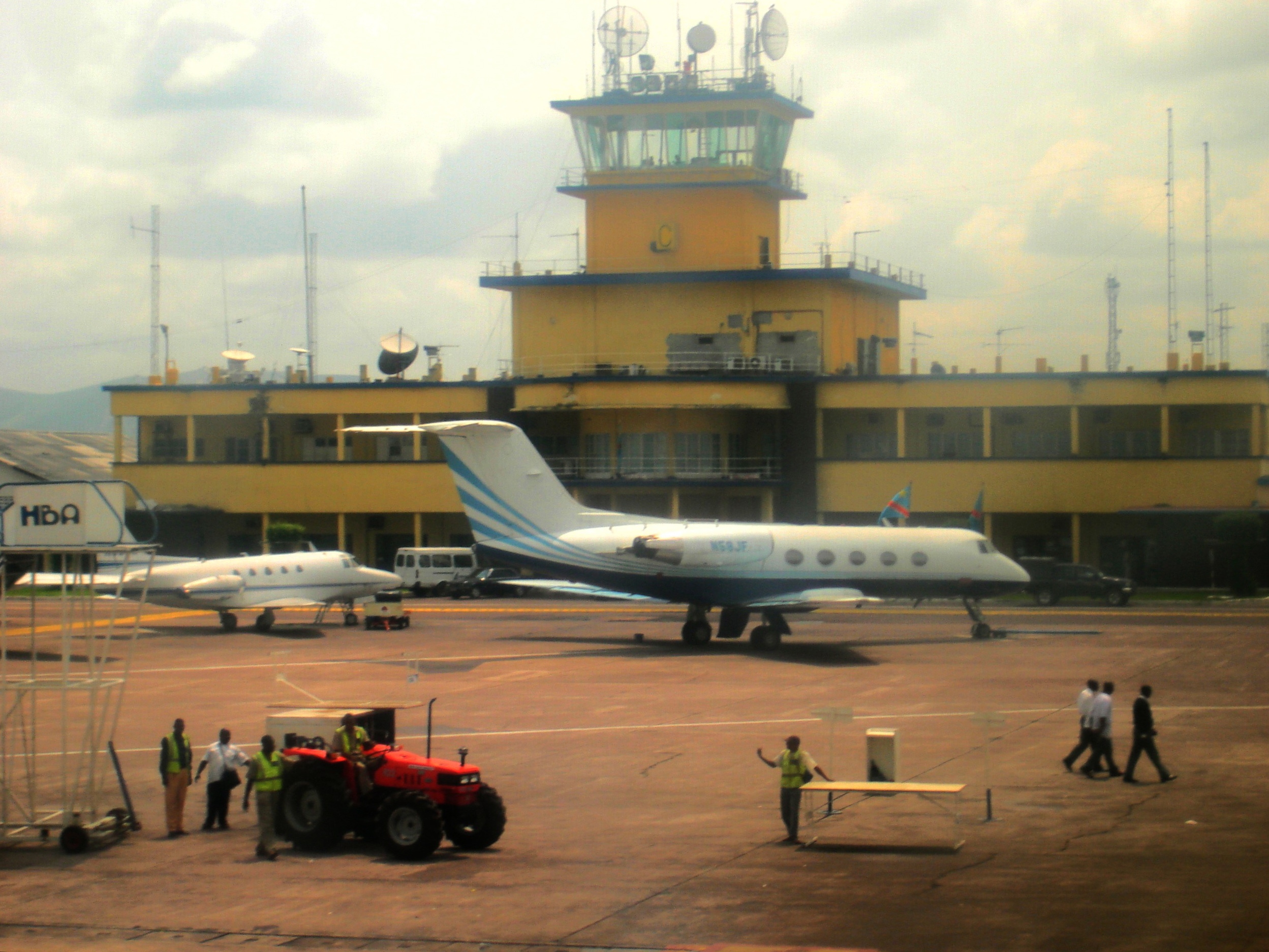
Internationaler Flughafen (N'djili Airport Kinshasa)

Die Flugzeugkatastrophe von Kinshasa 1996 war der bislang schwerste Flugunfall auf dem afrikanischen Festland.
Der Schiffsverkehr auf dem Kongo endet wegen der vielen Stromschnellen flussabwärts, die eine Schifffahrt unmöglich machen, in der Hauptstadt. Personen und Güter werden von dort zum Hafen von Matadi am Atlantischen Ozean weitertransportiert.
Das Verkehrswesen der Hauptstadt ist sehr unterentwickelt. Der öffentliche Personennahverkehr (ÖPNV) wird fast ausschließlich von Kollektivtaxis und rund 200 dieselbetriebenen Omnibussen betrieben. Diese sind zumeist maßlos überfüllt und in extrem unzureichendem technischen Zustand. Die Straßen sind in größtenteils schlechtem Zustand, und in der Stadt existiert kein leistungsfähiges öffentliches Verkehrssystem mit hoher Kapazität, wie eine U-Bahn, Stadtbahn oder Straßenbahn, das die Straße entlasten würde. Auf dem Netz der Matadi-Kinshasa-Bahn und zwei Zweigstrecken betreibt die staatliche Verkehrsgesellschaft ONATRA einen Stadtbahn genannten Vorortsverkehr ab dem Ostbahnhof zum Flughafen, Kimwenza und Ngaliema. 2005 standen dazu zwei altersschwache Züge zur Verfügung, welche auf den ersten beiden Linien je vier Kurse pro Tag fuhren. Es gibt Berichte, dass dieser Service mit belgischer Hilfe ausgebaut wird.

### Bildung

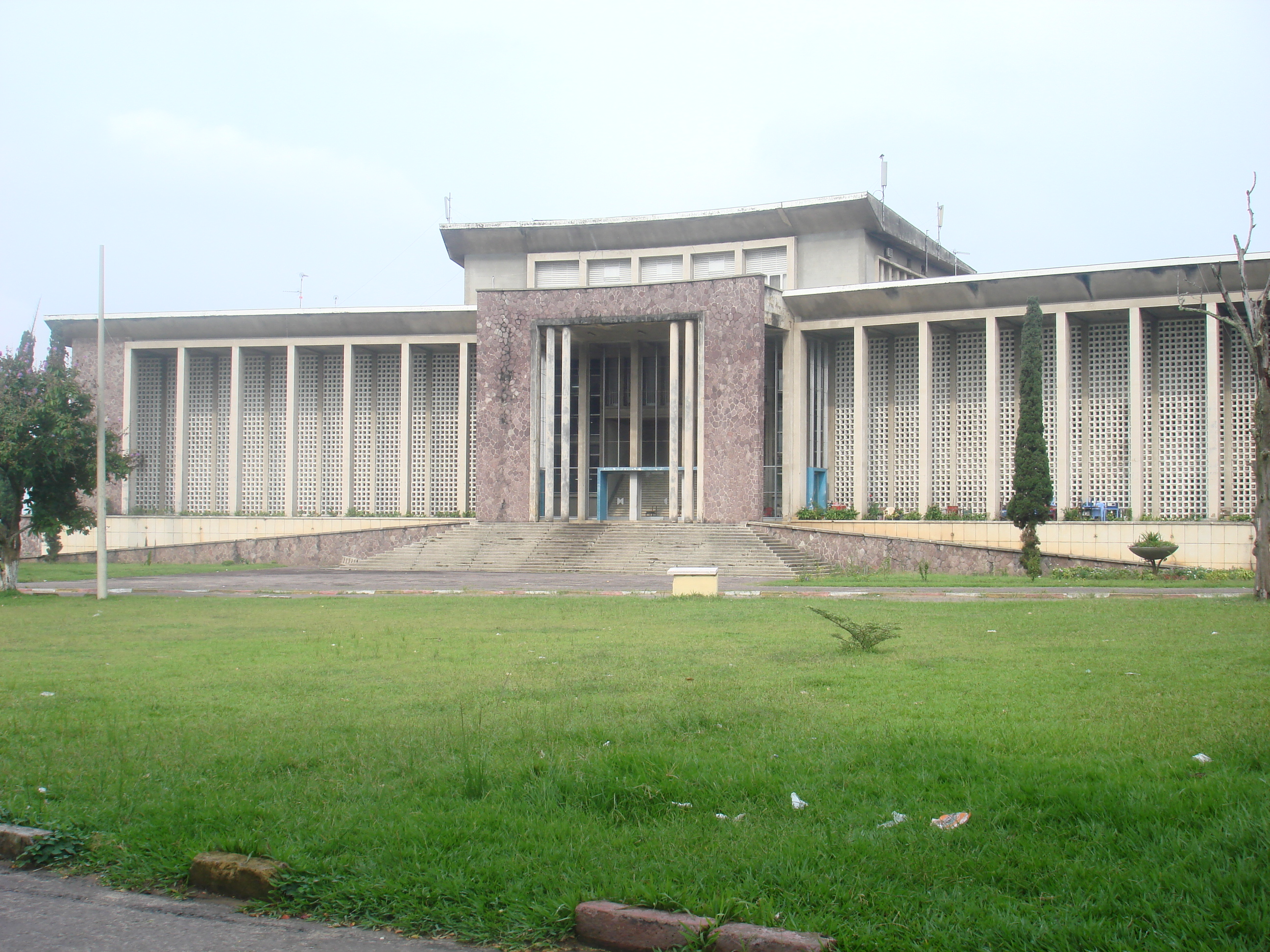
Hauptgebäude der Universität Kinshasa

Die Stadt ist Sitz zahlreicher Universitäten, Hoch- und Fachschulen, Forschungsinstitute und Bibliotheken. Zu den wichtigsten Universitäten gehören:
- Université de Kinshasa (UNIKIN), Université américaine de Kinshasa, Université cardinal Malula, Université chrétienne de Kinshasa (UCKIN), Université centrale de Kinshasa, Université Kinshasa Binza, Université libre de Kinshasa (ULK), Université pédagogique nationale (UPN), Université protestante du Congo (UPC), Université Simon Kimbangu und Université William Booth (UWB).

Weitere bedeutende Bildungseinrichtungen sind:
- Académie des Beaux-Arts, Centre interdisciplinaires pour l’éducation permanente (CIDEP), École d’Informatique d’Électronique et d’Expertise comptable (EIECO), Institut des bâtiments et des travaux publics (IBTP), Institut facultaire des sciences de l’information et de la communication (IFASIC), Institut national des Arts (INA), Institut supérieur de commerce (ISC), Institut supérieur des techniques appliquées (ISTA), Institut Supérieur de Statistique de Kinshasa (I.S.S./KIN), Institut supérieur des arts et métiers (ISAM), Institut supérieur pédagogique (ISP) und Facultés catholiques de Kinshasa (FACAKIN).

### Partnerstädte
- Dakar, Senegal